# Haplochromis maxillaris
Haplochromis maxillaris là một loài cá thuộc họ Cichlidae. Nó là loài đặc hữu của Kenya.